# Bouclier de Brennus

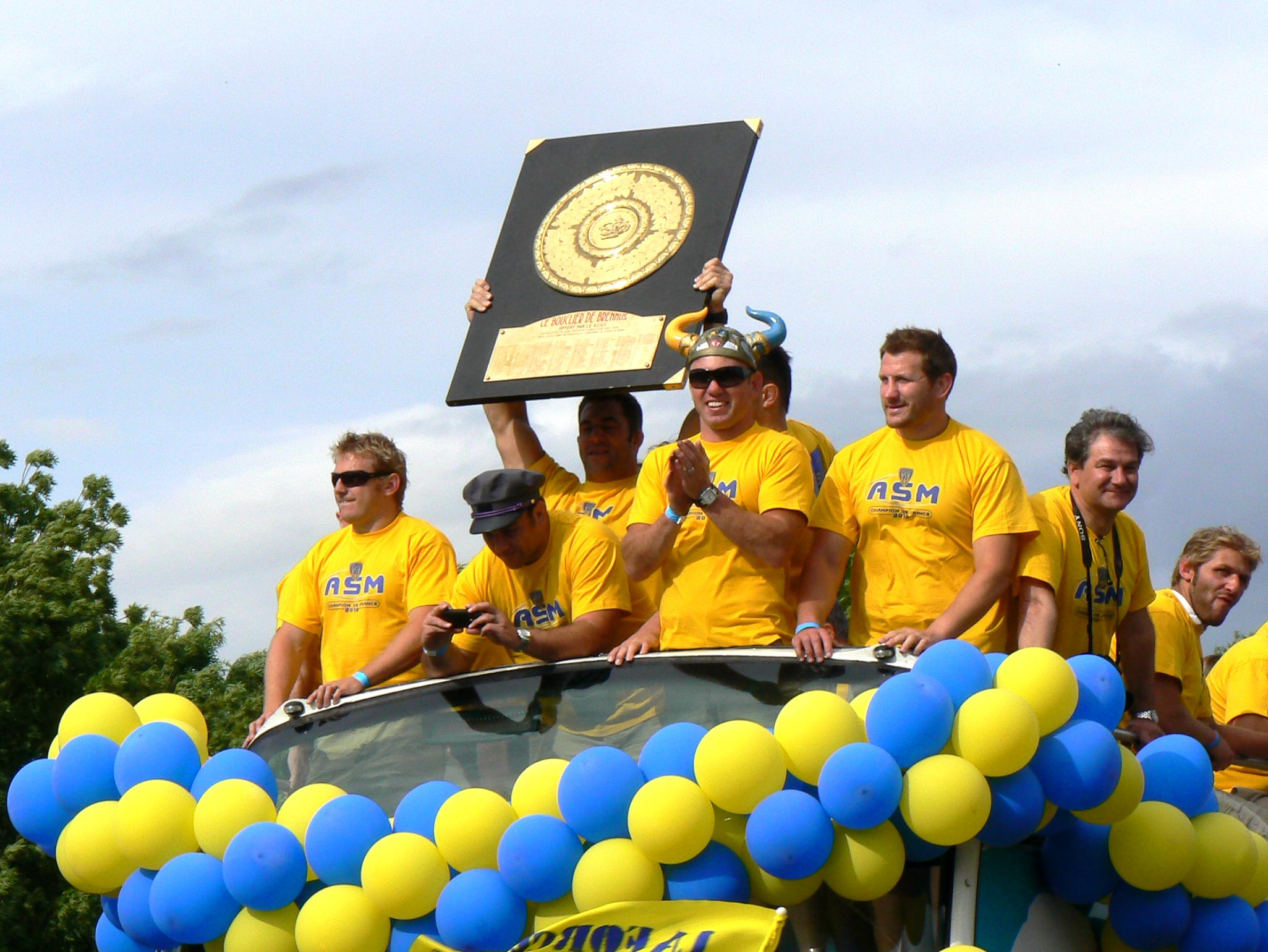
Spieler der ASM Clermont Auvergne mit dem Bouclier de Brennus

Der Bouclier de Brennus (dt. Brennus-Schild) ist ein Wanderpokal für den Gewinn der Rugby-Union-Meisterschaft in Frankreich, der heutigen Top 14. Er ist nicht, wie oft vermutet, nach einem gallischen Krieger namens Brennus benannt, sondern nach dem Künstler Charles Brennus, einem Gründungsmitglied des Sportverbandes USFSA (Vorgänger der Fédération française de rugby).
Charles Brennus schuf die Auszeichnung im Jahr 1892 nach einem Originalentwurf seines Freundes Pierre de Coubertin, der ebenfalls Gründungsmitglied der USFSA war und zwei Jahre später die modernen Olympischen Spiele begründete. Die begehrteste Auszeichnung im französischen Rugby besteht aus einem Schild und einer Plakette aus Messing; beide sind in einem Rahmen aus Eschenholz eingefasst. Der Spitzname des Schildes lautet planchot, was auf Okzitanisch „Brett“ bedeutet.
Erstmals um die Trophäe gespielt wurde am 20. März 1892, erster französischer Meister war der Racing Club de France. Zwar ist der Verein Sporting Club Universitaire de France (SCUF) aus Paris (den Charles Brennus mitbegründete) der offizielle Stifter der Trophäe, konnte ihn aber selbst nie gewinnen. Die Mannschaft verlor 1911 und 1913 jeweils das Endspiel um die Meisterschaft. Die Trophäe wird jeweils von den Junioren des SCUF überreicht.
Seit 2003 existiert eine detailgetreue Kopie der Trophäe, da der ursprüngliche Schild sich nach über einem Jahrhundert Meisterfeiern in sehr schlechtem Zustand befand. Das Original wurde restauriert und wird im Museum der Fédération française de rugby ausgestellt. Bislang haben 27 verschiedene Vereine die Trophäe gewonnen.